# Nicodamidae
Nicodamidae Simon, 1898 è una famiglia di ragni appartenente all'infraordine Araneomorphae.

## Caratteristiche
Sono ragni di piccola e media grandezza rinvenuti in piccole ragnatele ai piedi di alberi di eucalipto. Nella maggior parte delle specie le zampe e il cefalotorace sono rossi, mentre l'addome è di colore nero.

## Distribuzione

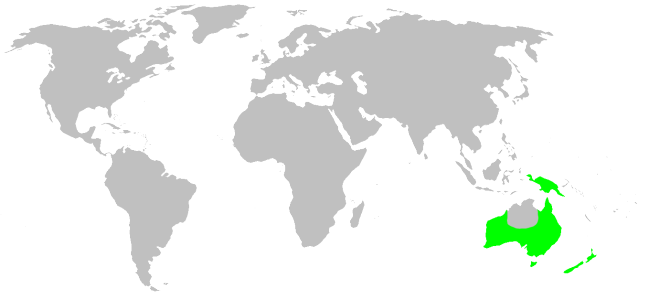
Nicodamidae, distribuzione

Sono ragni esclusivi dell'Australia, della Nuova Zelanda e della Nuova Guinea.

## Tassonomia
Attualmente, a novembre 2020, si compone di 7 generi e 27 specie:
- Ambicodamus Harvey, 1995 - Australia, Tasmania
- Dimidamus Harvey, 1995 - Nuova Guinea, Nuovo Galles del Sud, Queensland, Victoria
- Durodamus Harvey, 1995 - Queensland, Victoria, Australia meridionale
- Litodamus Harvey, 1995 - Tasmania
- Nicodamus Simon, 1887 - Australia occidentale, orientale e meridionale
- Novodamus Harvey, 1995 - Nuovo Galles del Sud, Tasmania, Victoria
- Oncodamus Harvey, 1995 - Nuovo Galles del Sud, Queensland

## Generi trasferiti, denominazioni non più in uso
- Forstertyna Harvey, 1995[2] - Nuova Zelanda
- Megadictyna Dahl, 1906[2] - Nuova Zelanda